# Ranunculus bupleuroides
Ranunculus bupleuroides är en ranunkelväxtart. Ranunculus bupleuroides ingår i släktet ranunkler, och familjen ranunkelväxter.

## Underarter
Arten delas in i följande underarter:
- R. b. bupleuroides
- R. b. cherubicus